# Diospyros diepenhorstii
Diospyros diepenhorstii är en tvåhjärtbladig växtart som beskrevs av Friedrich Anton Wilhelm Miquel. Diospyros diepenhorstii ingår i släktet Diospyros och familjen Ebenaceae. Inga underarter finns listade i Catalogue of Life.